# Asoka (musikgrupp)
Asoka var ett progressivt rockband från Malmö.
Patrik Erixson hade tidigare varit trummis i 1960-talsbandet Taste of Blues och efter en kort tid som Take Off fick detta band namnet Asoka efter att bröderna Bengtsson tillkommit 1971. Bandet självbetitlade album Asoka (Sonet SLP-2527) gavs ut samma år och var producerat av Bo Winberg från The Spotnicks. Albumet återutgavs 2005 på CD med tidigare outgivna bonusspår av både Taste of Blues och Take Off. Claes Ericsson och Robert Larsson var senare medlemmar i Lotus.

## Medlemmar
- Patrik Erixson (sång)
- Robert Larsson (gitarr)
- Claes Ericsson (keyboard)
- Tjobbe Bengtsson (bas)
- Daffy Bengtsson (trummor)